# Lutetia munieri
Lutetia
Genre
Espèce
Lutetia munieri est une espèce fossile de mollusques bivalves ayant vécu au cours de l'Oligocène inférieur (étage Rupélien), il y a environ entre 34 et 28 Ma avant notre ère.

## Galerie photo

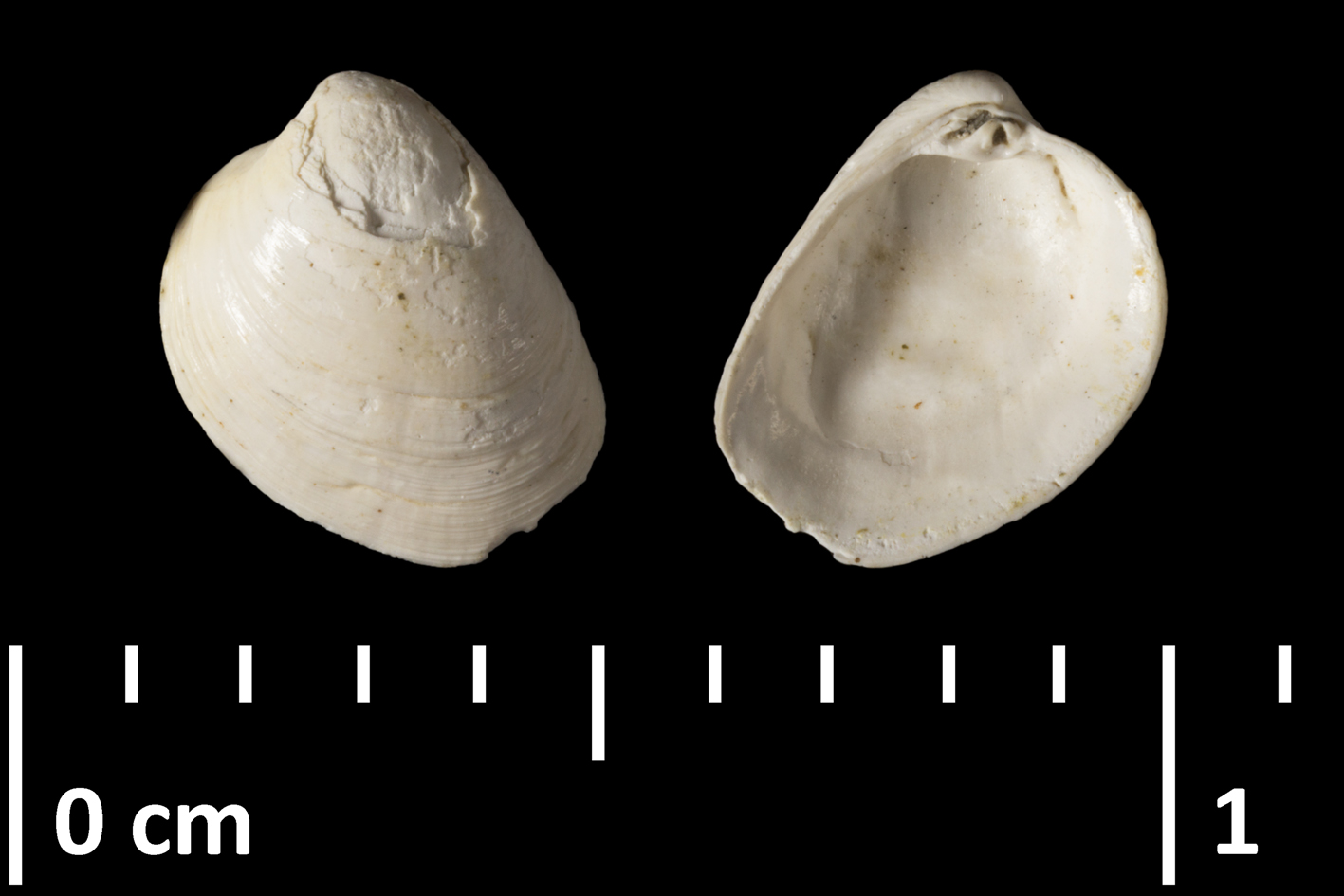
Fossile de l’espèce Lutetia munieri